# Laterale Integration
Unter lateraler Integration versteht man in der Wirtschaft das Zusammenfassen von Betrieben unterschiedlicher Produktionsstufen und Branchen unter einer einheitlichen Unternehmensführung. Ein solches Unternehmen verfolgt eine Diversifikationsstrategie.
Auf der einen Seite wird dadurch das Risiko auf mehrere Märkte verteilt. Auf der anderen Seite aber kann diese Situation zu einer Überforderung des Managements führen.
Im Gegensatz zu der horizontalen Integration, die den Zusammenschluss von Betrieben auf gleicher Verarbeitungs- oder Handelsstufe beschreibt und im Gegensatz zu der vertikalen Integration, die den Zusammenschluss von Betrieben mit aufeinanderfolgenden Verarbeitungs- oder Handelsstufen beschreibt, schließen sich im Falle der lateralen Integration Unternehmen unterschiedlicher Art zusammen.
Jedoch müssen die Produkte der beiden zusammengeschlossenen Betriebe irgendeinen (wenn auch geringen) Zusammenhang aufweisen.
So werden beispielsweise eine Leberkäsefabrik und ein Kürbisanbauer, also Unternehmen, die sowohl verschiedenen Branchen, als auch verschiedenen Produktionsstufen (Verarbeitungs- oder Handelsstufen) angehören, zusammengefasst. Beide zuvor genannten Unternehmen produzieren Essbares (gemeinsame Eigenschaft der Produkte) und die zwei Endprodukte (im Beispiel Leberkässemmel und Kürbissuppe) lassen sich ebenso vereinigen.

## Beispiele
1997 übernahm die Bank Halifax (heute nach einer weiteren Fusionierung HBOS) die Firma Clerical Medical, ein Finanzdienstleistungsunternehmen. Im Zuge dessen wurden diverse Finanzprodukte im selben Sektor vereinigt.
Auch das Zusammenfassen von der Bank Lloyd’s TSB und Scottish Widows, einem Lebensversicherungs- und Pensionsunternehmen, im März des Jahrs 2000 ist ein Beispiel für eine laterale Integration.